# Cheminova
Cheminova er en global virksomhed, der producerer primært landbrugskemikalier. Hovedaktiviteterne er identifikation, udvikling, produktion, registrering og markedsføring af plantebeskyttelsesmidler til bekæmpelse af ukrudt, insekter og svampesygdomme i landbrugsafgrøder.
Virksomheden der blev børsnoteret i 1986 ejes i dag af amerikanske FMC Corporation, som opkøbte virksomheden for ca. 8,5 mia. kroner. Indtil 2014 var den ejet af Auriga Industries A/S, som er noteret på NASDAQ OMX, Copenhagen (Københavns Fondsbørs) og har Aarhus Universitets Forskningsfond som hovedaktionær. Aurigas årsrapportering består af årsrapporten og Cheminovas CSR-rapport.
Cheminova har salgsdatterselskaber og repræsentationskontorer i mere end 30 lande rundt om i verden. Virksomheden omsætter for over DKK 5 mia. årligt. Eksportandelen udgør 99%. Cheminova beskæftiger ca. 850 medarbejdere i Danmark og ca. 1200 i udlandet.

## Historie
Virksomheden blev grundlagt i 1938 ved København af civilingeniør Gunnar Andreasen. I begyndelsen producerede Cheminova rustbeskyttelsesmidler på en fabrik i Sydmarken 10-12 i Mørkhøj nord for København. Under 2. Verdenskrig måtte produktionen imidlertid lægges om, da man ikke kunne få de fornødne råstoffer til den fortsatte fremstilling. I stedet gik man i gang med at fremstille erstatningsprodukter for forskellige varer, som på grund af krigen var svære at skaffe i Danmark. Det drejede sig om så forskellige ting som rågummierstatning, sukkererstatning og fortyndere til maling og lak . Fabrikken blev saboteret af modstandsgruppen Holger Danske den 2. januar 1945 og af BOPA den 14. februar 1945 . I 1944-46 opførtes en ny fabrik på Måløv Byvej 229-233 i Måløv, ligeledes ved København. Her koncentreredes produktionen sig om fremstillingen af insektgifte, da en række tyske patenter indenfor dette område var blevet frigivet med de allieredes sejr. Cheminova fik imidlertid problemer med naboerne og kommunen i Måløv, som mente at fabrikkens spildevand truede vandmiljøet, bl.a. derfor flyttedes virksomheden til Harboøre Tange i Vestjylland i 1953, hvor Cheminovas hovedsæde ligger i dag. En anden årsag til at flytte produktionen til Rønland var den saltdiapir, som ligger i undergrunden der. Klor udgjorde en vigtig bestanddel af virksomhedens produkter, og tanken var, at man ved at placere produktionsanlæggene på Rønland selv kunne udvinde kloren af den saltholdige undergrund. En af virksomhedens første investeringer var et saltudvindingsanlæg, som imidlertid hurtigt måtte skrottes, da det blev klart, at man ikke kunne få koncession på at sælge det overskydende salt, men kun måtte udvinde til eget forbrug.
I 1943 overdrog Gunnar Andreasen alle aktier til Aarhus Universitets Forskningsfond.

## Forurening
Både i Mørkhøj og i Måløv har virksomheden efterladt betydelig forurening i jorden . Ved Harboøre Tange ligger en gammel offentlig kemikalielosseplads, som primært Cheminova tidligere brugte til deponi af farligt kemikalieaffald (Høfde 42). I 2014 vurderede Region Midtjylland at det vil koste en kvart milliard kroner at fjerne jordforureningen i det tidligere kemikaliedepot ved høfde 42 

## Produkter
I Cheminovas produktprogram indgår såvel insektbekæmpelsesmidler, ukrudtsbekæmpelsesmidler som svampebekæmpelsesmidler. Produkterne forhandles især som brugsfærdige plantebeskyttelsesmidler under egne varemærker og egne registreringer (brugstilladelser) og etiketter. Desuden produceres og sælges en række finkemikalier til industrielt brug samt mikronæringsstoffer til landbruget.
Insektmidler af organofosfat-typen (f.eks. Parathion) udgjorde i mange år hovedparten af  virksomhedens produktprogram. I de senere år er porteføljen udvidet kraftigt – både med andre typer af insektmidler og med produkter til bekæmpelse af ukrudt og svampe. Væksten er sket dels gennem udviklingsarbejde dels gennem opkøb fra konkurrerende virksomheder.
Ud over at tilføre Cheminova nye aktivstoffer består udviklingsarbejdet især i at forbedre de kemiske produktionsprocesser og udvikle nye salgsprodukter, eksempelvis faststof- og vandbaserede plantebeskyttelsesmidler.
Samtidig med udvikling af nye, mere miljøvenlige og mindre giftige produkter udfases en række af de gamle såkaldt WHO klasse I produkter i udviklingslande.